# Champions Juniors
Pour plus de détails, voir Fiche technique et Distribution.
Champions juniors est un court métrage français  réalisé par Pierre Blondy en 1951.

## Résumé
À la suite d'une altercation avec son père autoritaire, un petit garçon passionné d'automobile, rend visite à son parrain qui travaille aux usines Renault de Billancourt. Il pénètre dans l'établissement à l'insu du gardien avec qui il entame une course poursuite.

## Fiche technique
Source IMDb
- Réalisation : Pierre Blondy
- Scénario : Roger Cauvin
- Adaptation : Pierre Blondy, Marcel Camus
- Dialogue : Pierre Blondy, Marcel Camus
- Musique : Joseph Kosma
- Pays de roduction : France
- Production : Franco-London Films (commandite : Régie Renault)
- Format : Noir et blanc - 1,37:1 - 35 mm - Son mono - Procédé cinématographique : sphérique
- Genre : Court métrage comique
- Durée : 22 minutes

## Distribution
Source IMDb
- Louis de Funès : Le père autoritaire
- Jean Daurand

## Autour du film
Ce court métrage de fiction est un prétexte à une visite guidée des différents ateliers de l'usine sur l'île Séguin.